# 伊藤紫朗
伊藤 紫朗（いとう しろう、1931年 - ）は日本のファッション・プロデューサー、服飾評論家。(株)チェスターフィールド代表取締役。

## 経歴
1953年に立教大学経済学部経営学科卒業。同年白木屋に入社して紳士服仕入部に配属される。1954年には「イヤーラウンドスーツ」考案し、実用新案特許取得により社長表彰。
- 1959年 服飾研究のため渡米
- 1964年 同社退社
- 1964年 「ニューヨーカー」の設立に参加、その後(株)ジャックス共同設立
- 1965年 「帝人」顧問
- 1971年 「マクベス」設立
- 2000年 東急百貨店内山社長付顧問

## 著書
- トラッド＆アイビー（講談社）
- アイビー・ライフ（講談社）
- そのネクタイを変えてみたら（ごま書房）
- トラディショナル・バイブル（マクベス）
- TAKE 8 IVY（万来舎）
- アメリカン・トラッドハンドブック（万来舎）